# Eulasia goudoti
Eulasia goudoti là một loài bọ cánh cứng trong họ Glaphyridae. Loài này được Castelnau miêu tả khoa học năm 1840.